# Brief an Forel
Der Brief an Forel ist ein Lehrschreiben der Baháʼí-Religion, das die Beweise für die Existenz der Seele und Gottes im Kontext moderner Naturwissenschaften und -philosophie behandelt. Das  auf den 21. November 1921 datierte Schreiben gehört zu den letzten Schriften von ʿAbdul-Baha', dem Sohn des Religionsstifters, und war an Auguste-Henri Forel gerichtet, einen bedeutenden Schweizer Psychiater. Der Brief ist als Antwort auf eine Anfrage Forels vom 28. Dezember 1920 entstanden und gilt als „eine der gewichtigsten Schriften“ ʿAbdul-Baha's. Forels Fragen zielen auf die Vereinbarkeit religiöser Glaubensüberzeugungen mit den Erkenntnissen der modernen Naturwissenschaft ab. Konkret geht es ihm um den Glauben an eine menschliche Seele und an einen Gott. Thematische Schwerpunkte des Briefes an Forel sind also zwei klassische Fragen der Philosophie und der Religion: das Leib-Seele-Problem und die Gottesbeweise.

## Der Hintergrund der Anfrage Forels
Wie viele Naturwissenschaftler sah Forel hinter der Schöpfung ein gestaltendes Prinzip oder Kraft, „eine Weltpotenz, die Materie und das Leben schafft“. Er sah sich als Monist, aber kein Monist „im engeren Sinne“, der alles streng materialistisch erklärt, sondern nach einer für Wissenschaftler fundiert begründeten metaphysischen Seite im Monismus sucht. Traditionell kirchliche Lehren lehnte er ab. Bereits mit 16 Jahren lehnte er, sehr ungewöhnlich für das 19. Jahrhundert, die Konfirmation ab. Er bezeichnete sich als „Agnostiker“ und hielt Gott für „absolut für den Menschen unerkennbar“. Forel hatte sich 1920 der Bahai-Bewegung angeschlossen vor allem wegen ihrer sozialen Lehren und wandte sich am Ende des gleichen Jahres (28. Dezember 1920) an ʿAbdul-Baha' und fragte ihn nach:
- der Beziehung zwischen der menschlichen Seele und der Funktion des Gehirns
- den sehr engen Grenzen der Aussagen, die man als Mensch über Gott machen kann

## Die Seele
ʿAbdul-Baha' vergleicht die Seele mit der Sonne. Die mentalen Fähigkeiten des Menschen, wie Denken, Träumen, Kreativität etc., sind wie die Strahlen dieser Sonne und der menschliche Körper (inklusive des Gehirns) wie der Spiegel, in dem sich die Strahlen reflektieren. Die Aktivitäten des Gehirns sind also die Manifestationen des Wirkens der Seele durch die mentalen Fähigkeiten, die Seele ermöglicht also das Denken, sie ist aber nicht das Denken. Der Verstand ist an Körper und Sinne gebunden, aber die Seele ist ohne die fünf Sinne aktiv (z. B. im Traum) und damit frei vom Körper. Diese Freiheit der Seele ermöglicht es dem Menschen, aus dem Bekannten neue Erkenntnisse zu gewinnen, die Naturgesetze zu umgehen und z. B. mit Hilfe eines Flugzeugs zu fliegen. Dabei setzt der Mensch Fähigkeiten ein (Verstand, Kreativität, Wille, …), die in der Natur in dem Umfang nicht vorkommen. Daher entspringt die Seele nicht der Natur, sondern einer höheren mentalen metaphysischen Wirklichkeit. Sie ist daher unsterblich und nimmt durch Krankheit oder körperliche Gebrechen keinen Schaden.
Es ist die Seele, die als „alles vereinigende Wirkkraft“ agiert und die mentalen Fähigkeiten (Analyse, Interpretation) sowie die physischen Körperfunktionen (Bewegung der Hand, Fuß beim Aufbau eines Messapparats im Windkanal und Durchführung der Messung) aufeinander ausrichtet. Dies kann auf die Tierwelt übertragen werden, wo die tierische Seele Fähigkeiten wie Wachstum, Fortpflanzung aufeinander ausrichtet. Analog ist es in Pflanzenwelt und in der Welt des Minerals. Für jede Seinsebene ist die nächsthöhere die Metaphysische Ebene und nicht zu begreifen. So wird die Seele zum „Ausgangspunkt der Eigenschaften jeder Seinsebene [Pflanze, Tier und auch Mineral] und damit zur Ursache der Unterschiede zwischen den verschiedenen Seinsebenen“.

## Gottesbeweise
ʿAbdul-Baha' führt vier wichtige Gottesbeweise an, wobei er jeweils Varianten des kosmologischen und teleologischen Beweises formuliert und breiten Raum gibt. Diese knüpfen an die wissenschaftlichen Beobachtung der Natur an. Im Verlauf der Argumentation erläutert er seine Beweismethodik und stellt fest, dass es sich um keine zwingenden Beweise handelt. In der Naturwissenschaft leitet man für Phänomene, die nachhaltig eine Vorzugsrichtung haben, also nicht zufällig sind, eine Erklärung ab, wobei dies kein zwingender Beweis ist, sondern die plausibelste Erklärung, die die Beobachtung am besten beschreibt. So leitet man auf der Erde aus dem freien Fall, d. h. der Beobachtung, dass Gegenstände sich beim Loslassen nicht in beliebiger Richtung bewegen, eine unsichtbare Kraft (Gravitation) ab. Ein anderer Beobachter kann sich gegen diese Erklärung für eine weniger plausible entscheiden, muss dies aber hinreichend begründen, damit sein Vorgehen noch als wissenschaftlich angesehen werden kann. Ebenso wie beim freien Fall kann man aus der Tatsache, dass die Schöpfung seit dem Urknall von einfachen Elementarteilchen zum menschlichen Körper als komplexestem Lebewesen evolviert hat, und dass diese Entwicklung nachhaltig erfolgt ist, ableiten, dass es eine unsichtbare Kraft gibt, die diese Evolution treibt. So definiert ʿAbdul-Baha' Leben als das Entstehen neuer Dinge durch die Verbindung bestehender Dinge (Elementarteilchen verbinden sich zu Atomen, diese verbinden sich zu Molekülen, diese zu chemischen Verbindungen, diese zu [Aminosäuren], diese zu einfachen Lebewesen bis hin zum menschlichen Körper) und stellt fest, dass das sichtbare Universum vom Einfachen zum Komplexen evolviert ist und damit eine Vorzugsrichtung hat. Wegen dieser Vorzugsrichtung kann diese Entwicklung nicht durch Zufall bedingt sein, da Zufall in beliebige Richtungen wirkt. Dann müssten genauso aus höheren Lebewesen auch neue, aber einfachere Arten und Dinge hervorgehen. Also muss hinter dieser Entwicklung eine gerichtete, „unsichtbare Kraft“ stecken.
Da diese Kraft dafür sorgt, dass aus einfachen Dingen komplexe Lebewesen entstehen, muss sie Komplexität und intelligente Lebewesen wie den Menschen hervorbringen können und ist damit intelligent und wissend. Ähnlich wie die Seele, die die geistigen und körperlichen Funktionen des Menschen aufeinander ausrichtet, richtet diese Kraft die Wechselwirkungen zwischen den Dingen – und damit auch die Naturgesetze – auf einander aus und ermöglicht die Existenz der Schöpfung. Da die Schöpfung und Natur selbstähnlich sind, kann man daraus schließen, dass diese Kraft intelligent ist, einen Willen, ein Bewusstsein hat usw. Allerdings sind diese Eigenschaften, die man ihr zuschreibt „dem Dasein und Beobachtung der Lebewesen entnommen“. Sie sind wie „alle menschlichen Vorstellungen kontingent, nicht absolut“. Es ist diese Kraft, die die Menschen Gott nennen, und „es ist unmöglich, sie zu begreifen“, da „das Umfassendere Prinzip für das weniger Umgreifende“ nicht erkennbar ist.

## Epistemologische Einordnung in die Leib-Seele-Diskussion
In dem Schreiben, das „Grundaussagen der Bahā’ī-Religion in Bezug auf das Wesen des Menschen, das Wesen Gottes und über die Schöpfung“ in „systematischer Form“ enthält, erklärt ʿAbdul-Baha', wie diese verschiedenen Welten durch ein Prinzip der „vollkommenen Verbindung“ zusammengehalten werden und überwindet so den „Gegensatz von Monismus und Dualismus bzw. Pluralismus“. Der Dualismus, der von belebten und unbelebten Substanzen ausgeht, für den das Mentale „ein ontologisch eigenständiger Bereich ist“, kann Phänomene wie die Psychosomatik nicht erklären, ebenso wie „wodurch diese [verschiedenen Welten] doch in einer gemeinsamen Welt zusammengehalten werden“. Der Monismus kann nicht erklären, wie aus dem Einen vielgestaltige Welt hervortritt. So schließt ʿAbdul-Baha' Lücken, die monistischen und dualistischen Ansätze bei Aristoteles, Plato und Descartes und Ernst Haeckel offen lassen.